# Société des chemins de fer vicinaux du Congo

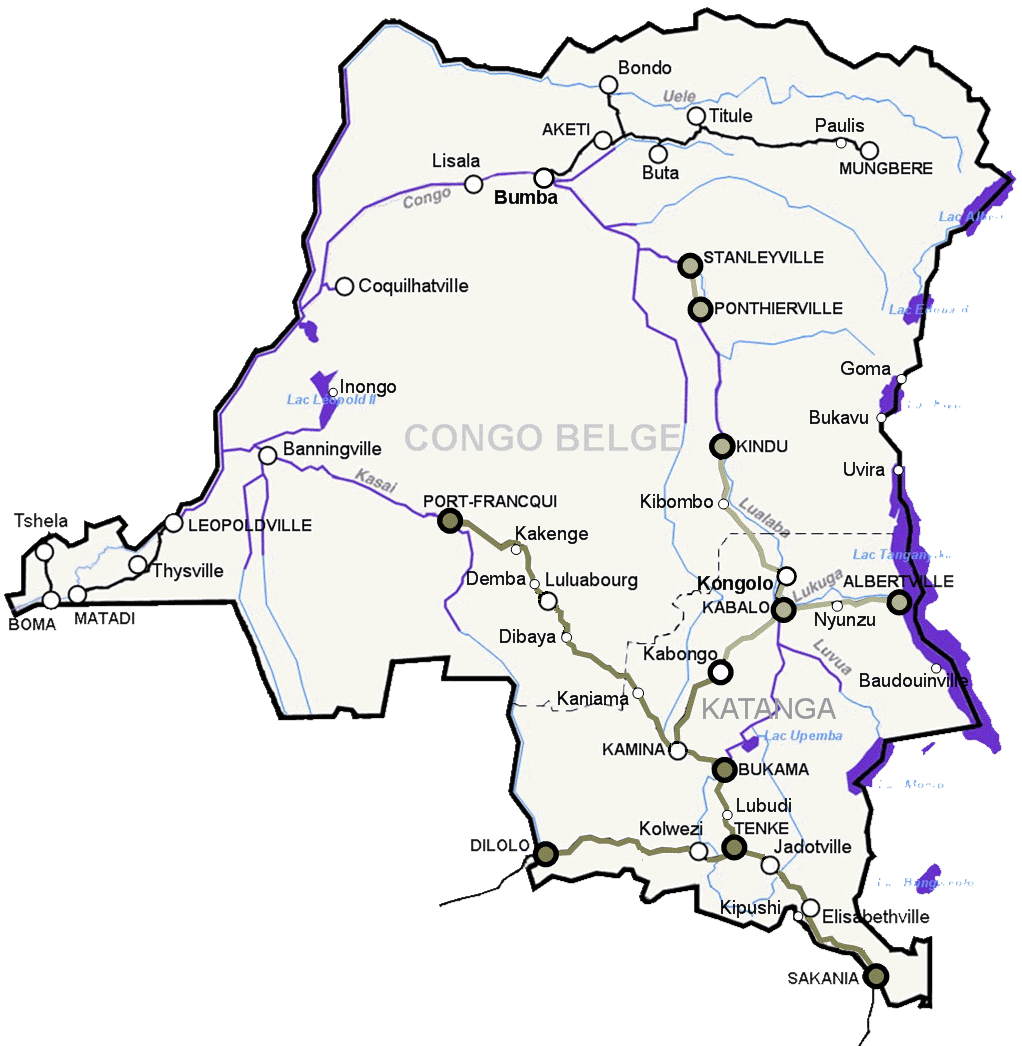
Le réseau au nord est du pays

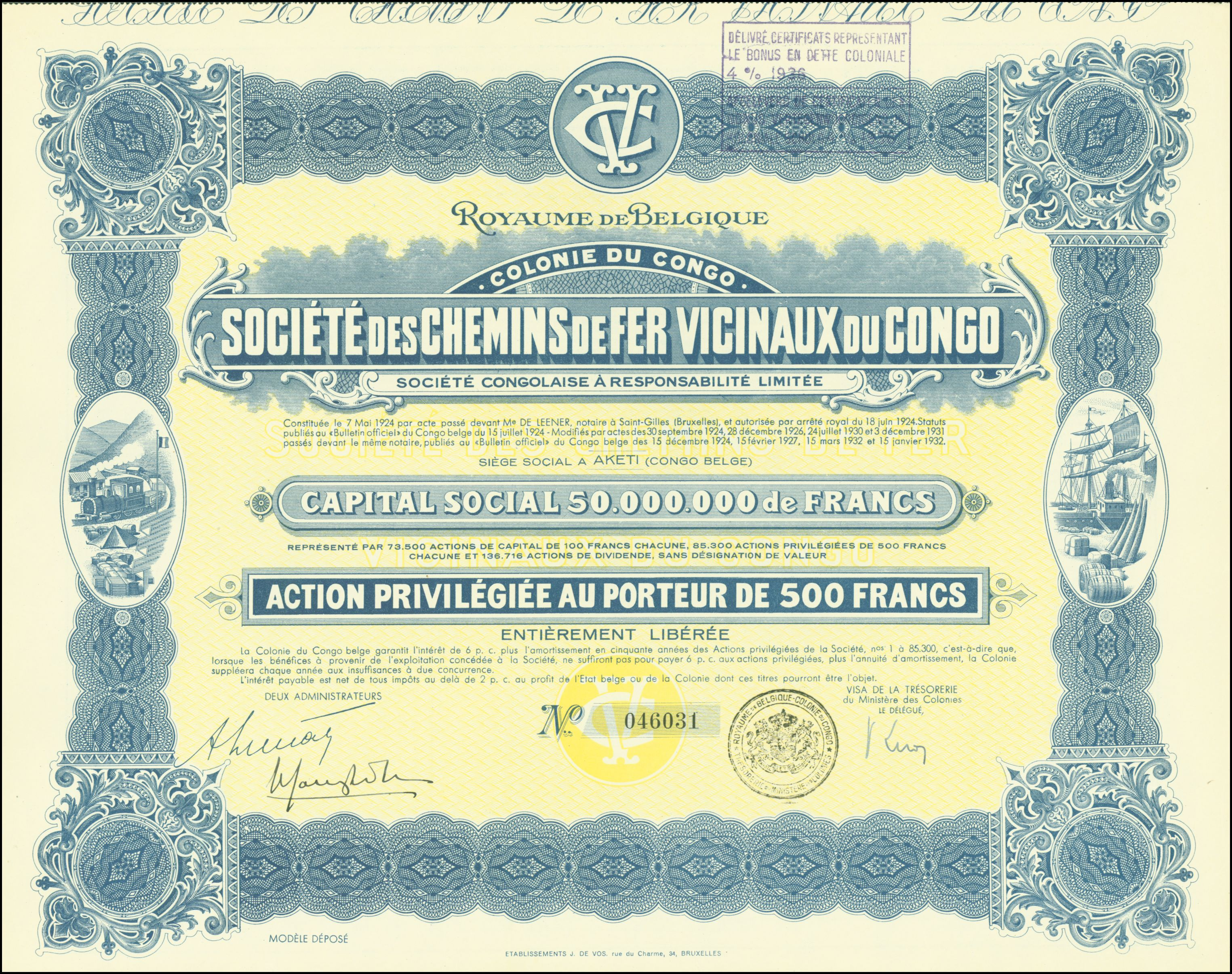
Action de la Société des Chemins de fer Vicinaux du Congo en date du 15 janvier 1932

La Société des chemins de fer vicinaux du Congo (CVC ou Vicicongo), est constituée le 7 mai 1924, chez maitre Louis François de Leener, notaire à  Bruxelles. Elle construit et exploite un réseau à l'écartement de 600 mm dans le nord-est du Congo belge devenu  République démocratique du Congo. 
La Société Vicicongo est nationalisée en 1971, devient Société des chemins de fer vicinaux du Zaïre  (Vicizaïre) puis est intégrée à la Société Nationale des Chemins de Fer Zaïrois (S.N.C.Z.) le 2 décembre 1974.

## Les lignes
- Aketi - Port Chaltin – Komba, (30 km) ouverture en juillet 1926[3]
- Komba –  Bondo,

Komba – Likati, (57 km), ouverture le 1er janvier 1927
Likati – Libogo, (11 km), ouverture en septembre 1927
Libogo – Bondo, (53 km), ouverture le 15 mai 1928
- Komba – Buta (ville) , (101 km), ouverture le 1er juillet 1931
- Buta (Triangle) – Liénart (Andoma) – Titule, (159 km), ouverture le 11 novembre 1932
- Liénart – Isiro - Mungbere

Liénart – Zobia , (55 km), ouverture en décembre 1932
Zobia – Paulis (Isiro), (246 km), ouverture le 31 décembre 1934
Paulis – Penge, (41,5 km), ouverture en janvier 1937
Penge – Mungbere, (84 km), ouverture le 1er octobre 1937
- Aketi – Bumba (185,5 km), ouverture en 1974[4]